# Dobje, Litija
Dobje so naselje v Občini Litija. Ustanovljeno je bilo leta 1995 iz dela ozemlja naselja Ježevec. Leta 2015 je imelo 8 prebivalcev.